# Blossburg
Blossburg é um distrito localizado no estado norte-americano de Pensilvânia, no Condado de Tioga.

## Demografia
Segundo o censo norte-americano de 2000, a sua população era de 1480 habitantes. 
Em 2006, foi estimada uma população de 1459, um decréscimo de 21 (-1.4%).

## Geografia
De acordo com o United States Census Bureau tem uma área de 
12,3 km², dos quais 12,3 km² cobertos por terra e 0,0 km² cobertos por água. Blossburg localiza-se a aproximadamente 364 m acima do nível do mar.

## Localidades na vizinhança
O diagrama seguinte representa as localidades num raio de 24 km ao redor de Blossburg. 